# Italië op de Olympische Winterspelen 1936
Tijdens de Olympische Winterspelen van 1936, die in Garmisch-Partenkirchen (Duitsland) werden gehouden, nam Italië voor de vierde keer deel.

## Deelnemers en resultaten

### Alpineskiën
| Olympiër            | Discipline     | Resultaat | Prestatie                                           |
| ------------------- | -------------- | --------- | --------------------------------------------------- |
| Giacinto Sertorelli | combinatie (m) | 7e        | 90,39 punten afdaling: 5.05,0 slalom: 1.19,3+1.30,1 |
| Adriano Guarnieri   | combinatie (m) | 17e       | 80,94 punten afdaling: 5.26,4 slalom: 1.28,5+1.50,1 |
| Vittorio Chierroni  | combinatie (m) | 18e       | 80,80 punten afdaling: 5.20,0 slalom: 1.33,4+1.50,8 |
| Rolando Zanni       | combinatie (m) | dnf       | niet gefinisht afdaling: opgave slalom: dns         |
| Frida Clara         | combinatie (v) | 12e       | 77,17 punten afdaling: 6.16,8 slalom: 1.38,1+1.35,1 |
| Paula Wiesinger     | combinatie (v) | 16e       | 72,19 punten afdaling: 5.55,2 slalom: 1.54,4+2.07,8 |
| Nives dei Rossi     | combinatie (v) | 30e       | 66,06 punten afdaling: 7.03,2 slalom: 1.51,8+2.04,3 |
| Isaline Crivelli    | combinatie (v) | dnf       | niet gefinisht afdaling: 7.24,4 slalom: 2.04,0+dns  |

### Bobsleeën
| Olympiër                                                               | Discipline              | Resultaat | Prestatie                                       |
| ---------------------------------------------------------------------- | ----------------------- | --------- | ----------------------------------------------- |
| Edgardo Vaghi Dario Poggi                                              | 2-mansbob (m) Italië II | 11e       | 5.51,02 (1.30,03 / 1.25,66 / 1.29,04 / 1.26,29) |
| Antonio Brivio Carlo Soldini                                           | 2-mansbob (m) Italië I  | 12e       | 5.51,21 (1.33,38 / 1.27,85 / 1.25,78 / 1.24,20) |
| Antonio Brivio Carlo Soldini Emilio Dell'Oro Raffaele Manardi          | 4-mansbob (m) Italië I  | 10e       | 5.31,07 (1.26,96 / 1.22,46 / 1.20,98 / 1.20,67) |
| Francesco De Zanna Ernesto Franceschi Uberto Gillarduzzi Amedeo Angeli | 4-mansbob (m) Italië II | dnf       | opgave (1.23,02 / dnf / — / —)                  |

### Kunstrijden
| Olympiër                      | Discipline | Resultaat | Prestatie            |
| ----------------------------- | ---------- | --------- | -------------------- |
| Anna Cattaneo Ercole Cattaneo | paarrijden | 9e        | pc. 93,0; 9,1 punten |

### Langlaufen
| Olympiër                                                            | Discipline            | Resultaat | Prestatie                               |
| ------------------------------------------------------------------- | --------------------- | --------- | --------------------------------------- |
| Severino Menardi                                                    | 18 km (m)             | 16e       | 1:20.34                                 |
| Giulio Gerardi                                                      | 18 km (m)             | 19e       | 1:21.25                                 |
| Raffaele Nasi                                                       | 18 km (m)             | 52e       | 1:32.12                                 |
| Vincenzo Demetz                                                     | 18 km (m)             | 13        | 1:20.06                                 |
| Vincenzo Demetz                                                     | 50 km (m)             | 16e       | 3:56.47                                 |
| Giovanni Kasebacher                                                 | 50 km (m)             | 13e       | 3:53.08                                 |
| Tobia Senoner                                                       | 50 km (m)             | 17e       | 3:57.16                                 |
| Giacomo Scalet                                                      | 50 km (m)             | 22e       | 4:01.54                                 |
| Giulio Gerardi Severino Menardi Vincenzo Demetz Giovanni Kasebacher | 4x10 km estafette (m) | 4e        | 2:50.05 (43.59 / 40.59 / 41.51 / 43.16) |

### Noordse combinatie
| Olympiër         | Discipline | Resultaat | Prestatie                                                       |
| ---------------- | ---------- | --------- | --------------------------------------------------------------- |
| Severino Menardi | mannen     | 20e       | 368,3 punten 18 km: 211,0 (1:20.34) schans: 157,3 (37,5+40,0 m) |
| Andrea Vuerich   | mannen     | dnf       | opgave 18 km: 186,7 (1:25.01) schans: dns                       |

### Schansspringen
| Olympiër     | Discipline | Resultaat | Prestatie                  |
| ------------ | ---------- | --------- | -------------------------- |
| Bruno Da Col | mannen     | 37e       | 179,6 punten (59,0+61,0 m) |
| Mario Bonomo | mannen     | dnf       | opgave (gevallen)          |

### IJshockey
| Olympiër | Discipline | Resultaat | Prestatie                                                                                      |
| --- | ---------- | --------- | ---------------------------------------------------------------------------------------------- |
| Augusto Gerosa Franco Rossi Gianmario Baroni Decio Trovati Camillo Mussi Giovanni Scotti Ignazio Dionisi Mario Zucchini Mario Maiocchi Carlo Zucchini | mannen     | 9e        | voorronde: 0 - 3 Italië - Duitsland 2 - 1 Italië - Verenigde Staten 0 - 1 Italië - Zwitserland |

Australië · België · Bulgarije · Canada · Duitsland · Estland · Finland · Frankrijk · Griekenland · Groot-Brittannië · Hongarije · Italië · Japan · Joegoslavië · Letland · Liechtenstein · Luxemburg · Nederland · Noorwegen · Oostenrijk · Polen · Roemenië · Spanje · Tsjecho-Slowakije · Turkije · Verenigde Staten · Zweden · Zwitserland